# Bevægelsessyge
Bevægelsessyge eller kinetosis (også kendt som transportsyge) er en tilstand, hvor der er uoverensstemmelse mellem visuelt opnået bevægelsesopfattelse og balanceorganets bevægelsesopfattelse. Alt efter årsagen der til, kan det også kaldes for søsyge, køresyge, luftsyge eller simulationssyge (fx 3D-syge).
Svimmelhed, træthed og kvalme er de mest almindelige symptomer på bevægelsessyge. Sopite syndrom, hvor en person føler døsighed eller træthed, er også associeret med bevægelsessyge. Såfremt at de kvalmefremkaldende bevægelser ikke stoppes, så vil den bevægelsessyge typisk kaste op. Opkast vil ofte lette følelsen af svaghed og kvalme, hvilket i praksis betyder, at personen vil fortsætte med at kaste op, indtil årsagen til bevægelsessyge ophører.

## Foranstaltninger
Som modtræk til transportsyge kan man på apoteket skaffe sig Cyclizin (køresygepiller).
Flyselskaber har for at afbøde passagerernes evt. opkast installeret brækposer ved sæderne.